# Tarsomys apoensis
Taeromys apoensis és una espècie de mamífer rosegador de la família dels múrids. És endèmica dels altiplans de Mindanao (Filipines), on viu a altituds d'entre 1.550 i 2.400 msnm. El seu hàbitat natural són els boscos montans i molsosos. És una espècie en risc mínim, és a dir, no sembla que hi hagi cap amenaça significativa per a la seva supervivència. El seu nom específic, apoensis, significa ‘de l'Apo’ en llatí.